# Potens (geometri)

Figur 1.
I det övre fallet ligger utanför cirkeln och och har samma riktning – potensen är därför positiv, medan i det nedre fallet ligger innanför cirkeln, varför och har motsatta riktningar, och potensen blir således negativ.

Figur 2.
Linjen och sfärens medelpunkt definierar ett plan som skär sfären längs en storcirkel på vilken linjens skärningspunkter, och, med sfären ligger.

Inom plangeometrin betecknar potens, {\displaystyle \Pi (P)}, förhållandet mellan en punkt {\displaystyle P} och en cirkel med radien {\displaystyle r} och medelpunkt i {\displaystyle O} sådant att (se figur 1):
{\displaystyle \Pi (P)=|{\overline {PO}}|^{2}-r^{2}}.
Punktens potens i förhållande till cirkeln är således positiv om punkten ligger utanför cirken ({\displaystyle |{\overline {PO}}|>r}), noll om den ligger på cirkeln ({\displaystyle |{\overline {PO}}|=r}) och negativ om den ligger innanför cirkeln ({\displaystyle |{\overline {PO}}|<r}). Potensen är bara beroende av avståndet mellan punkten och cirkelns medelpunkt, samt cirkelns radie.
Om en linje genom punkten skär cirkeln i två punkter ({\displaystyle S_{1}} och {\displaystyle S_{2}}) är, enligt korda- och sekantsatserna potensen
{\displaystyle \Pi (P)=|{\vec {PS_{1}}}|\cdot |{\vec {PS_{2}}}|}
där {\displaystyle |{\vec {PS_{1}}}|} och {\displaystyle |{\vec {PS_{2}}}|} betecknar längden av de riktade sträckorna, sådan att {\displaystyle |{\vec {PS}}|=-|{\vec {SP}}|} (det vill säga att om sträckorna har motsatt riktning, blir potensen negativ). Med enhetsvektorn {\displaystyle {\vec {v}}} figur 1 kan dessa längder uttryckas som {\displaystyle |{\vec {PS_{1}}}|=|{\overline {PS_{1}}}|\cdot {\vec {v}}} och {\displaystyle |{\vec {PS_{2}}}|=|{\overline {PS_{2}}}|\cdot {\vec {v}}} i det övre fallet, samt {\displaystyle |{\vec {PS_{1}}}|=|{\overline {PS_{1}}}|\cdot (-{\vec {v}})} och {\displaystyle |{\vec {PS_{2}}}|=|{\overline {PS_{2}}}|\cdot {\vec {v}}} i det nedre fallet.
Om {\displaystyle P} ligger utanför cirkeln och en linje tangerar cirkeln i {\displaystyle T} är
{\displaystyle \Pi (P)=|{\overline {PT}}|^{2}}
i enlighet med tangent-sekantsatsen.
Begreppet "punktens potens i förhållande till cirkeln" ("Potenz des Punkts in Bezug auf den Kreis"), alternativt, "cirkelns potens i förhållande till punkten" ("Potenz des Kreises in Bezug auf den Punkt") infördes av den schweiziske matematikern Jakob Steiner i Einige geometrische Betrachtungen, 1826.

## En punkts potens i förhållande till en sfär
Potensbegreppet utvidgas enkelt till tre dimensioner eftersom en linje som skär eller tangerar en sfär och inte går genom medelpunkten på denna, tillsammans med medelpunkten definierar ett plan. Detta plan skär sfären längs en storcirkel (eftersom det går genom medelpunkten) och punktens potens till sfären blir alltså densamma som potensen i förhållande till storcirkeln. Går linjen genom medelpunkten definieras istället ett planknippe där varje plan skär sfären längs en storcirkel, så välj ett godtyckligt plan av dessa...